# Gerli
Gerli är en ort i Argentina.   Den ligger i provinsen Buenos Aires, i den centrala delen av landet, i huvudstaden Buenos Aires. Gerli ligger 7 meter över havet och antalet invånare är 64 340.
Terrängen runt Gerli är mycket platt. Runt Gerli är det mycket tätbefolkat, med 5 399 invånare per kvadratkilometer.. Närmaste större samhälle är Buenos Aires, 8,2 km norr om Gerli.
Runt Gerli är det i huvudsak tätbebyggt.